# Evolução do Colégio dos Cardeais sob o pontificado de Clemente XII
Abaixo está a evolução do colégio de cardeais durante o pontificado de Clemente XII (12 de julho de 1730 - 6 de fevereiro de 1740) e a subsequente vaga vaga (6 de fevereiro - 17 de agosto de 1740).

## Composição para consistório
| Consistório                    | 1730 | 1740 |
| ------------------------------ | ---- | ---- |
| 7 de novembro de 1689          | 1    |      |
| 13 de fevereiro de 1690        | 1    |      |
| 13 de novembro de 1690         | 2    | 1    |
| Consistórios de Alexandre VIII | 4    | 1    |
| 12 de dezembro de 1695         | 1    |      |
| Consistórios de Inocêncio XII  | 1    | 0    |
| 17 de dezembro de 1703         | 1    |      |
| 17 de maio de 1706             | 3    | 1    |
| 23 de dezembro de 1711         | 1    | 1    |
| 18 de maio de 1712             | 10   | 5    |
| 30 de janeiro de 1713          | 2    | 2    |
| 6 de maio de 1715              | 1    |      |
| 29 de maio de 1715             | 3    | 1    |
| 16 de dezembro de 1715         | 1    |      |
| 15 de março de 1717            | 1    |      |
| 12 de julho de 1717            | 2    | 1    |
| 29 de novembro de 1719         | 7    | 3    |
| 30 de setembro de 1720         | 2    |      |
| Consistórios de Clemente XI    | 34   | 14   |
| 16 de julho de 1721            | 1    | 1    |
| Consistórios de Inocêncio XIII | 1    | 1    |
| 11 de setembro de 1724         | 2    |      |
| 20 de novembro de 1724         | 1    | 1    |
| 20 de dezembro de 1724         | 1    |      |
| 11 de junho de 1725            | 2    | 2    |
| 11 de setembro de 1726         | 1    | 1    |
| 9 de dezembro de 1726          | 6    | 4    |
| 26 de novembro de 1727         | 4    | 3    |
| 30 de abril de 1728            | 2    | 1    |
| 20 de setembro de 1728         | 2    | 2    |
| 23 de março de 1729            | 1    | 1    |
| 6 de julho de 1729             | 2    | 2    |
| 8 de fevereiro de 1730         | 1    |      |
| Consistórios de Bento XIII     | 25   | 17   |
| 14 de agosto de 1730           |      | 1    |
| 2 de outubro de 1730           |      | 2    |
| 24 de setembro de 1731         |      | 4    |
| 1º de outubro de 1732          |      | 2    |
| 2 de março de 1733             |      | 1    |
| 28 de setembro de 1733         |      | 2    |
| 24 de março de 1734            |      | 3    |
| 17 de janeiro de 1735          |      | 1    |
| 19 de dezembro de 1735         |      | 1    |
| 20 de dezembro de 1737         |      | 7    |
| 23 de junho de 1738            |      | 1    |
| 19 de dezembro de 1738         |      | 1    |
| 23 de fevereiro de 1739        |      | 2    |
| 15 de julho de 1739            |      | 1    |
| 30 de setembro de 1739         |      | 2    |
| Consistórios de Clemente XII   |      | 31   |
| Total                          | 65   | 64   |

## Evolução durante o pontificado
| Data                    | Evento                                                                       | Total |
| ----------------------- | ---------------------------------------------------------------------------- | ----- |
| 12 de julho de 1730     | Eleição papal do Cardeal Lorenzo Corsini com o nome de Clemente XII          | 64    |
| 14 de agosto de 1730    | criação 1 In Pectore                                                         | 64    |
| 6 de setembro de 1730   | Morte do Cardeal Innico Caracciolo (88 anos)                                 | 63    |
| 2 de outubro de 1730    | criação de 4 Cardeais                                                        | 67    |
| 2 de outubro de 1730    | Alessandro Aldobrandini                                                      | 67    |
| 2 de outubro de 1730    | Girolamo Grimaldi                                                            | 67    |
| 2 de outubro de 1730    | Bartolomeo Massei                                                            | 67    |
| 2 de outubro de 1730    | Bartolomeo Ruspoli                                                           | 67    |
| 20 de outubro de 1730   | Morte do Cardeal Carlo Collicola (48 anos)                                   | 66    |
| 11 de dezembro de 1730  | Revelação 1 In Pectore                                                       | 67    |
| 11 de dezembro de 1730  | Neri Maria Corsini                                                           | 67    |
| 27 de dezembro de 1730  | Morte do Cardeal Agostino Cusani (75 anos)                                   | 66    |
| 24 de março de 1731     | Morte do Cardeal Giacomo Boncompagni (78 anos)                               | 65    |
| 24 de setembro de 1731  | criação de 5 Cardeais                                                        | 70    |
| 24 de setembro de 1731  | Vincenzo Bichi                                                               | 70    |
| 24 de setembro de 1731  | Sinibaldo Doria                                                              | 70    |
| 24 de setembro de 1731  | Giuseppe Firrao                                                              | 70    |
| 24 de setembro de 1731  | Antonio Saverio Gentili                                                      | 70    |
| 24 de setembro de 1731  | Giovanni Antonio Guadagni, O.C.D.                                            | 70    |
| 24 de fevereiro de 1732 | Morte do Cardeal Próspero Marefoschi (78 anos)                               | 69    |
| 28 de agosto de 1732    | Morte do Cardeal Imre Csáky (59 anos)                                        | 68    |
| 1 de outubro de 1732    | criação de 2 Cardeais                                                        | 70    |
| 1 de outubro de 1732    | Troiano Acquaviva d'Aragona                                                  | 70    |
| 1 de outubro de 1732    | Agapito Mosca                                                                | 70    |
| 30 de dezembro de 1732  | Morte do Cardeal Cornelio Bentivoglio (64 anos)                              | 69    |
| 24 de fevereiro de 1733 | Morte do Cardeal Alamanno Salviati (63 anos)                                 | 68    |
| 2 de março de 1733      | criação de 1 Cardeal                                                         | 69    |
| 2 de março de 1733      | Domenico Riviera                                                             | 69    |
| 8 de agosto de 1733     | Morte do Cardeal Carlos de Borja y Centellas (70 anos)                       | 68    |
| 16 de setembro de 1733  | Morte do Cardeal Antonio Banchieri (66 anos)                                 | 67    |
| 28 de setembro de 1733  | criação de 2 Cardeais                                                        | 69    |
| 28 de setembro de 1733  | Marcello Passeri                                                             | 69    |
| 28 de setembro de 1733  | Giovanni Battista Spínola                                                    | 69    |
| 18 de novembro de 1733  | Morte do Cardeal Girolamo Grimaldi (59 anos)                                 | 68    |
| 2 de dezembro de 1733   | Morte do Cardeal Sinibaldo Doria (69 anos)                                   | 67    |
| 26 de janeiro de 1734   | Morte do Cardeal Alessandro Falconieri (76 anos)                             | 66    |
| 9 de fevereiro de 1734  | Morte do Cardeal Diego de Astorga y Céspedes (69 anos)                       | 65    |
| 24 de março de 1734     | criação de 4 Cardeais                                                        | 69    |
| 24 de março de 1734     | Pompeio Aldrovandi                                                           | 69    |
| 24 de março de 1734     | Serafino Cenci                                                               | 69    |
| 24 de março de 1734     | Pietro Maria Pieri, O.S.M.                                                   | 69    |
| 24 de março de 1734     | Giacomo Lanfredini                                                           | 69    |
| 20 de junho de 1734     | Morte do Cardeal Michael Friedrich Althan (51 anos)                          | 68    |
| 14 de agosto de 1734    | Morte do Cardeal Alessandro Aldobrandini (67 anos)                           | 67    |
| 5 de dezembro de 1734   | Morte do Cardeal Francesco Pignatelli (82 anos)                              | 66    |
| 17 de janeiro de 1735   | criação de 1 Cardeal                                                         | 67    |
| 17 de janeiro de 1735   | Giuseppe Spinelli                                                            | 67    |
| 12 de abril de 1735     | Morte do Cardeal Nicola Gaetano Spinola (76 anos)                            | 66    |
| 19 de dezembro de 1735  | criação de 1 Cardeal                                                         | 67    |
| 19 de dezembro de 1735  | Luis Antonio Jaime de Borbón y Farnesio                                      | 67    |
| 15 de janeiro de 1737   | Morte do Cardeal Giuseppe Renato Imperiali (85 anos)                         | 66    |
| 18 de março de 1737     | Morte do Cardeal Curzio Origo (76 anos)                                      | 65    |
| 26 de julho de 1737     | Morte do Cardeal Henri Pons de Thiard de Bissy (80 anos)                     | 64    |
| 23 de novembro de 1737  | Morte do Cardeal Antonio Felice Zondadari (71 anos)                          | 63    |
| 20 de dezembro de 1737  | criação de 6 Cardeais + 1 In Pectore                                         | 69    |
| 20 de dezembro de 1737  | Tomás de Almeida                                                             | 69    |
| 20 de dezembro de 1737  | Henri-Osvald da Tour d'Auvergne de Bouillon                                  | 69    |
| 20 de dezembro de 1737  | Joseph Dominicus von Lamberg                                                 | 69    |
| 20 de dezembro de 1737  | Gaspar de Molina y Oviedo, O.E.S.A.                                          | 69    |
| 20 de dezembro de 1737  | Jan Aleksander Lipski                                                        | 69    |
| 20 de dezembro de 1737  | Carlo della Torre di Rezzonico (futuro Papa Clemente XIII)                   | 69    |
| 9 de fevereiro de 1738  | Morte do Cardeal Fabio Olivieri (79 anos)                                    | 68    |
| 23 de junho de 1738     | criação de 1 Cardeal + 1 Revelação In Pectore                                | 70    |
| 23 de junho de 1738     | Raniero d'Elci                                                               | 70    |
| 23 de junho de 1738     | Domenico Silvio Passionei                                                    | 70    |
| 22 de julho de 1738     | Morte do Cardeal Wolfgang Hannibal von Schrattenbach (77 anos)               | 69    |
| 17 de agosto de 1738    | Morte do Cardeal Francesco Barberini (75 anos)                               | 68    |
| 28 de setembro de 1738  | Morte do Cardeal José Pereira de Lacerda (76 anos)                           | 67    |
| 28 de setembro de 1738  | Morte do Cardeal José Pereira de Lacerda (76 anos)                           | 67    |
| 19 de dezembro de 1738  | criação de 1 Cardeal                                                         | 68    |
| 19 de dezembro de 1738  | Silvio Valenti Gonzaga                                                       | 68    |
| 17 de janeiro de 1739   | Morte do Cardeal Giorgio Spinola (71 anos)                                   | 67    |
| 23 de fevereiro de 1739 | criação de 2 Cardeais                                                        | 69    |
| 23 de fevereiro de 1739 | Carlo Gaetano Stampa                                                         | 69    |
| 23 de fevereiro de 1739 | Pierre Guérin de Tencin                                                      | 69    |
| 8 de julho de 1739      | Morte do Cardeal Carlo Colonna (73 anos)                                     | 68    |
| 15 de julho de 1739     | criação de 1 Cardeal                                                         | 69    |
| 15 de julho de 1739     | Marcellino Corio                                                             | 69    |
| 18 de agosto de 1739    | Morte do Cardeal Juan Álvaro Cienfuegos Villazón (82 anos)                   | 68    |
| 30 de setembro de 1739  | criação de 2 Cardeais                                                        | 70    |
| 30 de setembro de 1739  | Prospero II Colonna                                                          | 70    |
| 30 de setembro de 1739  | Carlo Maria Sacripante                                                       | 70    |
| 11 de janeiro de 1740   | Morte do Cardeal Gianantonio Davia (79 anos)                                 | 69    |
| 22 de janeiro de 1740   | Morte do Cardeal Giberto Borromeo (68 anos)                                  | 68    |
| 6 de fevereiro de 1740  | Morte do Papa Clemente XII (87 anos)                                         | 68    |
| 19 de fevereiro de 1740 | Abertura do conclave                                                         | 68    |
| 29 de fevereiro de 1740 | Morte do Cardeal Pietro Ottoboni (72 anos)                                   | 67    |
| 12 de março de 1740     | Morte do Cardeal Giovanni Battista Altieri (66 anos)                         | 66    |
| 2 de junho de 1740      | Morte do Cardeal Leandro Porzia, O.S.B. (66 anos)                            | 65    |
| 24 de junho de 1740     | Morte do Cardeal Serafino Cenci (64 anos)                                    | 64    |
| 17 de agosto de 1740    | Eleição papal do Cardeal Prospero Lorenzo Lambertini com o nome de Bento XIV | 63    |